# 15407 Udakiyoo
15407 Udakiyoo (tên chỉ định: 1997 WM16) là một tiểu hành tinh vành đai chính. Nó được phát hiện bởi Yasukazu Ikari ở Moriyama, Shiga Prefecture, Nhật Bản, ngày 24 tháng 11 năm 1997. Nó được đặt theo tên Kiyoo Uda, một Shigaraki ware và nhà thiên văn học nghiệp dư.